# Вернер I фон Кибург
Вернер I фон Кибург (на немски: Wernher I von Kyburg; Werner Graf von Thun; † 1228 убит в Акон) от фамилията на графовете на Дилинген е граф на Кибург в кантон Цюрих. Той е чичо на римско-немския крал Рудолф I.

## Произход
Той е син на граф Улрих III фон Кибург († 1227) и съпругата му принцеса Анна фон Церинген, дъщеря на херцог Бертхолд IV фон Церинген († 1186) и Хайлвиг фон Фробург († пр. 1183). Брат е на граф Хартман IV фон Кибург/ III († 1264) и Улрих фон Кибург († 1237), епископ на Кур (1233/34 – 1237). Сестра му Хедвиг/Хайлвиг фон Кибург († 30 април 1260) e омъжена ок. 1217 г. за граф Албрехт IV фон Хабсбург „Мъдрия“ († 1240), и е майка на римско-немския крал Рудолф I (упр. 1273 – 1291).

## Фамилия
Вернер I фон Кибург се жени пр. 1228 г. за принцеса Аликс (Берта) Лотарингска († между април и 29 септември 1242), дъщеря на херцог и маркграф Фридрих (Фери) II от Лотарингия († 1213) и графиня Агнес (Томасия) фон Бар († 1226). Те имат три деца:
- Хартман V фон Кибург († 3 септември 1263), граф на Кибург, женен I. пр. 9 февруари 1248 г. за графиня за Анна фон Раперсвил († 30 май 1253), II. на 27 януари 1254 г. за Елизабет дьо Шалон († 9 юли 1275)
- Клемента (Клеменция) фон Кибург († сл. 8 декември 1249), омъжена I. за граф Рудолф I фон Монфорт-Брегенц-Верденберг († между октомври 1244 и 7 октомври 1247), II. сл. 1247 г. за Граф фон Хоенберг
- Аделхайд (Удалхардис) фон Кибург (* ок. 1220; † сл. 1258), омъжена пр. 29 септември 1242 г. за граф Фридрих III фон Лайнинген, Бокенхайм-Харденбург, ландграф в Шпайергау (* ок. 1212; † между 7 декември 1250 и 18 февруари 1251)

Вдовицата му Аликс Лотарингска се омъжва втори път пр. ноември 1229 г. за Готие II сир дьо Виньори († 1262).